# A Study in Feet (film 1914)
A Study in Feet è un cortometraggio muto del 1914 diretto da Harry Lambert (Harry Lambart).

## Produzione
Il film fu prodotto dalla Vitagraph Company of America.

## Distribuzione
Distribuito dalla General Film Company, il film - un cortometraggio in una bobina - uscì nelle sale cinematografiche statunitensi l'11 settembre 1914.